# Campeonato Mundial de Tiro de 1970
El XL Campeonato Mundial de Tiro se celebró en Phoenix (Estados Unidos) en el año 1970 bajo la organización de la Federación Internacional de Tiro Deportivo (ISSF) y la Federación Estadounidense de Tiro.
Las competiciones se realizaron en el campo de tiro Black Canyon Range de la ciudad estadounidense.

## Resultados

### Masculino
| Evento                                     | Oro                                 | Plata                                | Bronce                                      |
| ------------------------------------------ | ----------------------------------- | ------------------------------------ | ------------------------------------------- |
| Rifle 3 posiciones 300 m                   | Valentin Kornev URSS 1139 pts.      | John Foster Estados Unidos 1139 pts. | Vitali Parjimovich Estados Unidos 1134 pts. |
| Rifle 3 posiciones 300 m (equipos)         | Estados Unidos 4531                 | URSS 4527                            | Checoslovaquia 4573                         |
| Rifle en pos. tendida 300 m                | Theo Ditzler · Suiza · 395          | Lones Wigger Estados Unidos 394      | Jaakko Minkkinen · Finlandia · 394          |
| Rifle en pos. tendida 300 m (equipos)      | Suiza · 1561                        | URSS 1556                            | Finlandia · 1551                            |
| Rifle en pos. de rodillas 300 m            | Lajos Papp · Hungría · 385          | Vitali Pajimovich URSS 383           | Rudolf Pojer Checoslovaquia 383             |
| Rifle en pos. de rodillas 300 m (equipos)  | URSS 1520                           | Estados Unidos 1510                  | Suiza · 1506                                |
| Rifle en pos. de pie 300 m                 | Margaret Murdock Estados Unidos 375 | John Foster Estados Unidos 372       | John Writer Estados Unidos 367              |
| Rifle en pos. de pie 300 m (equipos)       | Estados Unidos 1473                 | URSS 1451                            | Checoslovaquia 1434                         |
| Rifle estándar 300 m                       | John Foster Estados Unidos 566      | Vladimir Agishev URSS 562            | Valentin Kornev URSS 562                    |
| Rifle estándar 300 m (equipos)             | URSS 2223                           | Estados Unidos 2223                  | Polonia · 2204                              |
| Rifle 3 posiciones 50 m                    | Vitali Pajimovich URSS 1160         | John Writer Estados Unidos 1153      | Lones Wigger Estados Unidos 1151            |
| Rifle 3 posiciones 50 m (equipos)          | URSS 4590                           | Estados Unidos 4581                  | RFA 4570                                    |
| Rifle en pos. tendida 50 m                 | Manfred Fiess Sudáfrica 598         | Esa Kervinen · Finlandia · 598       | Klaus Zähringer RFA 597                     |
| Rifle en pos. tendida 50 m (equipos)       | Italia · 2368                       | Rumania 2367                         | Yugoslavia 2366                             |
| Rifle en pos. tendida 50 m –40 tiros–      | Laszlo Hammerl · Hungría · 399      | Esa Kervinen · Finlandia · 399       | Klaus Zähringer RFA 399                     |
| Rifle en pos. de rodillas 50 m             | Erich Bürgin · Suiza · 392          | Wolfram Waibel · Austria · 390       | Sven Johansson · Suecia · 389               |
| Rifle en pos. de rodillas 50 m (equipos)   | URSS 1544                           | Estados Unidos 1540                  | RFA 1534                                    |
| Rifle en pos. de pie 50 m                  | Vitali Parjimovich URSS 376         | Petr Kovařík Checoslovaquia 375      | John Writer Estados Unidos 375              |
| Rifle en pos. de pie 50 m (equipos)        | Estados Unidos 1476                 | URSS 1469                            | RFA 1461                                    |
| Rifle estándar 3 posiciones 50 m           | John Writer Estados Unidos 579      | Andrzej Sieledzow · Polonia · 576    | Uto Wunderlich RDA 575                      |
| Rifle estándar 3 posiciones 50 m (equipos) | URSS 2270                           | Estados Unidos 2269                  | Checoslovaquia 2265                         |
| Rifle de aire 10 m                         | Gottfried Kustermann RFA 387        | Klaus Zähringer RFA 378              | Rolf Blomberg · Suecia · 377                |
| Rifle de aire 10 m (equipos)               | RFA 1512                            | Estados Unidos 1495                  | RDA 1479                                    |
| Pistola 50 m                               | Harald Vollmar RDA 564              | Dencho Denev Bulgaria 561            | Hynek Hromada Checoslovaquia 560            |
| Pistola 50 m (equipos)                     | URSS 2221                           | RDA 2215                             | Polonia · 2190                              |
| Pistola rápida de fuego 25 m               | Giovanni Liverzani · Italia · 598   | Ladislav Falta Checoslovaquia 595    | Veselin Petkov Bulgaria 594                 |
| Pistola rápida de fuego 25 m (equipos)     | Checoslovaquia 2366                 | Rumania 2359                         | Italia · 2353                               |
| Pistola de fuego 25 m                      | Rafael Carpio · México · 591        | Seppo Mäkinen · Finlandia · 589      | Lubomír Nácovský Checoslovaquia 588         |
| Pistola de fuego 25 m (equipos)            | Checoslovaquia 2346                 | Estados Unidos 2339                  | URSS 2329                                   |
| Pistola estándar 25 m                      | Renart Suleimanov URSS 579          | Hynek Hromada Checoslovaquia 579     | William McMillan Estados Unidos 576         |
| Pistola estándar 25 m (equipos)            | Estados Unidos 2276                 | URSS 2273                            | Checoslovaquia 2269                         |
| Pistola de aire 10 m                       | Kornél Marosvári · Hungría · 383    | Vladimir Stolipin URSS 382           | Harald Vollmar RDA 382                      |
| Pistola de aire 10 m (equipos)             | URSS 1514                           | Finlandia · 1513                     | RFA 1503                                    |
| Blanco móvil 50 m                          | Göte Gaard · Suecia · 562           | Valeri Postoyanov URSS 561           | Martin Nordfors · Suecia · 559              |
| Blanco móvil 50 m (equipos)                | URSS 1439                           | Suecia · 1422                        | Estados Unidos 1399                         |
| Blanco móvil mixto 50 m                    | Göte Gård · Suecia · 380            | Valeri Postoyanov URSS 373           | Yogan Nikitin URSS 372                      |
| Blanco móvil mixto 50 m (equipos)          | Suecia · 1478                       | URSS 1450                            | Estados Unidos 1428                         |
| Foso                                       | Michel Carrega Francia 197          | Jean-Jacques Baud Francia 197        | Larry Stafford Estados Unidos 197           |
| Foso (equipos)                             | Estados Unidos 579                  | Francia 578                          | Italia · 576                                |
| Skeet                                      | Evgeni Petrov URSS 200              | Yuri Tsuranov URSS 196               | Elie Penot Francia 196                      |
| Skeet (equipos)                            | URSS 587                            | Estados Unidos 584                   | Francia 578                                 |

### Femenino
| Evento                               | Oro                                 | Plata                           | Bronce                              |
| ------------------------------------ | ----------------------------------- | ------------------------------- | ----------------------------------- |
| Rifle 3 posiciones 50 m              | Margaret Murdock Estados Unidos 571 | Desanka Perović Yugoslavia 564  | Lucia Fagerova URSS 562             |
| Rifle 3 posiciones 50 m (equipos)    | Estados Unidos 1683                 | URSS 1671                       | RDA 1664                            |
| Rifle en pos. tendida 50 m           | Desanka Perović Yugoslavia 592      | Ann de Vos Sudáfrica 591        | Margareta Gustafsson · Suecia · 590 |
| Rifle en pos. tendida 50 m (equipos) | Yugoslavia 1763                     | RFA 1758                        | URSS 1754                           |
| Rifle de aire 10 m                   | Tamara Cherkasova URSS 373          | Desanka Perović Yugoslavia 371  | Tatiana Ratnikova URSS 371          |
| Rifle de aire 10 m (equipos)         | Yugoslavia 1102                     | URSS 1098                       | RFA 1084                            |
| Pistola 25 m                         | Nina Stoliarova URSS 581            | Barbara Hile Estados Unidos 578 | Karin Fitzner RFA 578               |
| Pistola 25 m (equipos)               | Estados Unidos 1721                 | URSS 1719                       | RFA 1714                            |
| Pistola estándar 25 m                | Judy Trim Australia 554             | Gloria Vause Australia 552      | Nina Stoliarova URSS 552            |
| Pistola 25 m (equipos)               | Australia 1617                      | Estados Unidos 1598             | RFA 1561                            |
| Pistola de aire 10 m                 | Sally Carroll Estados Unidos 372    | Nina Rasskazova URSS 372        | Nina Stoliarova URSS 372            |
| Pistola de aire 10 m (equipos)       | URSS 1110                           | RFA 1089                        | Estados Unidos 1081                 |
| Foso                                 | Yulia Sidorova URSS 136             | Tina Avrile · Italia · 133      | Valentina Gerasina URSS 133         |
| Skeet                                | Larissa Korchinskaya URSS 147       | Nuria Ortiz · México · 140      | Kari Linden · Noruega · 135         |

## Medallero
| Núm. | País           | Oro | Plata | Bronce | Total |
| ---- | -------------- | --- | ----- | ------ | ----- |
| 1    | URSS           | 19  | 16    | 9      | 44    |
| 2    | Estados Unidos | 12  | 14    | 9      | 35    |
| 3    | Yugoslavia     | 3   | 2     | 1      | 6     |
| 4    | Suecia         | 3   | 1     | 4      | 8     |
| 5    | Suiza          | 3   | 0     | 1      | 4     |
| 6    | Hungría        | 3   | 0     | 0      | 3     |
| 7    | RFA            | 2   | 3     | 10     | 15    |
| 8    | Checoslovaquia | 2   | 3     | 7      | 12    |
| 9    | Italia         | 2   | 1     | 2      | 5     |
| 10   | Australia      | 2   | 1     | 0      | 3     |
| 11   | Francia        | 1   | 2     | 2      | 5     |
| 12   | RDA            | 1   | 1     | 4      | 6     |
| 13   | México         | 1   | 1     | 0      | 2     |
|      | Sudáfrica      | 1   | 1     | 0      | 2     |
| 15   | Finlandia      | 0   | 4     | 2      | 6     |
| 16   | Rumania        | 0   | 2     | 0      | 2     |
| 17   | Polonia        | 0   | 1     | 2      | 3     |
| 18   | Bulgaria       | 0   | 1     | 1      | 2     |
| 19   | Austria        | 0   | 1     | 0      | 1     |
| 20   | Noruega        | 0   | 0     | 1      | 1     |
|      | TOTAL          | 55  | 55    | 55     | 165   |